# Vodafone Park
El Tüpraş Stadyumu, actualmente Vodafone Park por motivos de patrocinio, es un estadio multipropósito ubicado en la ciudad de Estambul, Turquía, el recinto es propiedad del club deportivo Beşiktaş JK equipo de la Süper Lig. El estadio se levanta donde se erigía el antiguo Estadio BJK İnönü construido en 1939 y demolido a mediados de 2013. Su capacidad llega a los 42.000 espectadores.
Recibe el nombre de Vodafone Park, debido a que la compañía de telecomunicaciones Vodafone pagara la suma de 145 millones de dólares por el uso del nombre del estadio por un lapso de quince años.
El estadio está situado en la orilla europea del Bósforo cercano a edificios históricos de arquitectura otomana, como el Palacio de Dolmabahçe, la Torre del Reloj de Dolmabahçe y la Mezquita de Dolmabahçe.
El estadio fue inaugurado el 11 de abril de 2016 en una ceremonia a la que asistió entre otros el presidente de la república Recep Tayyip Erdoğan y su primer ministro Ahmet Davutoğlu. Posteriormente se disputó el primer partido oficial en el estadio entre el cuadro local Besiktas JK y Bursaspor, con triunfo del primero por 3-2. El primer gol fue anotado por el delantero alemán del Besiktas Mario Gómez. El 14 de agosto de 2019 acogió la final de la Supercopa de Europa de la UEFA entre el Liverpool y el Chelsea.

Imagen panorámica.

## Eventos
- La cantante Shakira se presenta el 11 de julio de 2018, para dar un concierto de su gira El Dorado World Tour